# Бутусов Юрій Миколайович
Ю́рій Микола́йович Буту́сов (рос. Юрий Николаевич Бутусов; 24 вересня 1961, м. Гатчина, Ленінградська область — 9 серпня 2025, м. Созополь, Болгарія) — російський театральний режисер. Головний режисер та художній керівник Санкт-Петербурзького академічного театру ім. Ленради (2011—2018), головний режисер Театру ім. Євгенія Вахтангова (2018—2022).
Є одним із найзнаменитіших російських театральних режисерів. Його кар'єра розпочалася зі студентської вистави 1996 року «Чекаючи на Ґодо» за п'єсою Семюеля Беккета. У 2000-х працював у московському театрі «Сатирикон», де поставив «Річарда III», «Короля Ліра» та «Чайку». Очолював на посаді головного режисера театри ім. Ленради у Петербурзі та московський театр ім. Вахтангова. Працював на інших важливих майданчиках — МХТ ім. Чехова, Московський театр ім. Пушкіна, у театрах Південної Кореї, Норвегії, Данії, Латвії.

## Життєпис
Народився 24 вересня 1961 року у Гатчині.
Закінчив Кораблебудівний інститут (ЛКІ). Пропрацював за спеціальністю, пробував себе в різних професіях, серйозно займався кінним спортом.
1996 року закінчив режисерський факультет Санкт-Петербурзької державної академії театрального мистецтва (майстерня професора Ірини Малочівської). Того ж року на запрошення Владислава Пазі працював режисером у театрі ім. Ленради.
Бутусов звернув на себе увагу своїми студентськими роботами — «Одруження» Миколи Гоголя (1995) та «Парадоксаліст» за «Записками з підпілля» Федора Достоєвського (1996). Дипломну роботу «Чекаючи на Ґодо» Семюеля Беккета, випустив у Театрі на Крюковому каналі (1996). Вона зробила Бутусова відомим: здобула дві премії фестивалю «Золота маска» та була відзначена найвищим призом за режисуру на петербурзькому фестивалі «Різдвяний парад». У виставі грали Костянтин Хабенський, Михайло Пореченков, Михайло Трухін (замінив Олег Федоров) та Андрій Зібров, з якими Юрій Бутусов згодом зробив ще кілька вистав («Войцек», «Калігула», «Клоп», «Смерть Тарелкіна», «Гамлет»).
Говорячи про роботу у Театрі Ленради, режисер зазначив, що там йому «вдалося створити всередині свій театр».
Другим своїм «ще одним домом» він називав театр «Сатирикон», куди 2002 року був запрошений Костянтином Райкіним. Першою його постановкою в цьому театрі стала п'єса «Макбетт» Ежена Іонеско. 2011 року став лауреатом премії «Золота маска» у номінації «Драма / Робота режисера» за виставу «Чайка» за однойменною п'єсою Антона Чехова.
Свою режисерську діяльність у театрі ім. Ленради припинив 2004 року й повернувся в лютому 2011 року у статусі головного режисера театру. Ставить переважно з молодою частиною трупи виставу «Макбет. Кіно» за п'єсою «Макбет» Вільяма Шекспіра. З 20 листопада 2017 по 6 березня 2018 — художній керівник Театру ім. Ленради. Звільнився з посади за власним бажанням, вказавши у відкритому листі, що адміністративно-менеджерська структура, що діє у Театрі ім. Ленсовета та підтримується Комітетом з культури Санкт-Петербурга, блокує його у цій посаді.
У вересні 2020 року набрав свій перший режисерський курс у ГІТІС. Викладачами майстерні Бутусова стали Олег Долін, Олександр Хухлін, Олександра Урсуляк, Агріпіна Стеклова, Надя Кубайлат.
З вересня 2018 по листопад 2022 — головний режисер Театру ім. Євгенія Вахтангова.
У 2023 році випустив виставу «Розенкранц і Гільденстерн мертві» у Вільнюсі, у 2024-му поставив вистави «Боротьба за престол» у Тронхеймі та «Гоголь. Портрет» у Ризі.
9 серпня 2025 року ввечері потонув у Чорному морі під час відпочинку у Болгарії.

## Робота у театрі
- 1995 — «Одруження» Миколи Гоголя / Студентська робота
- 1996 — «Парадоксаліст» за «Запискам з підпілля» Федора Достоєвського / Студентська робота
- 1996 — «Чекаючи на Ґодо» С. Беккета / Дипломна вистава, поставлена у Театрі «На Крюковому каналі»
- 1997 — «Войцек» Г. Бюхнера / Театр ім. Лінради
- 1997 — «Чекаючи на Ґодо» С. Беккета. Відновлено / Театр ім. Лінради
- 1997 — «Вартовий» Г. Пінтера / Театр на Ливарному
- 1998 — «Калігула» А. Камю / Театр ім. Лінради
- 2000 — «Клоп» В. Маяковського / Театр ім. Лінради
- 2001 — «Смерть Тарілкіна» А. Сухово-Кобиліна / Театр ім. Лінради
- 2002 — «Старший син» А. Вампілова / Театр ім. Лінради
- 2002 — «Злодій» В. Мисливського / Театр ім. Лінради
- 2002 — «Макбетт» Е. Іонеско / Театр «Сатирикон»
- 2002 — «Войцек» Г. Бюхнера / у Південній Кореї
- 2004 — «Воскресіння. Супер» братів Преснякових / Московський театр-студія під керівництвом Олега Табакова
- 2004 — «Річард III» В. Шекспіра / Театр «Сатирикон»
- 2004 — «Войцек» Г. Бюхнера. Нова редакція / Театр ім. Лінради
- 2005 — «Гамлет» В. Шекспіра / МХТ ім. Антона Чехова
- 2005 — «Злочин і покарання» Ф. Достоєвського / Hålogaland Teater (Норвегія)
- 2006 — «Король Лір» В. Шекспіра / Театр «Сатирикон»
- 2007 — «Ромео і Джульєтта» В. Шекспіра / Hålogaland Teater (Норвегія)
- 2008 — «Людина = Людина» за п'єсою «Що той солдат, що цей» Б. Брехта / Олександринський театр
- 2008 — «Чайка» А. Чехова / National Theatre of Korea, Сеул, Південна Корея
- 2009 — «Іванов» А. Чехова / МХТ ім. А. П. Чехова
- 2010 — «Міра за міру» В. Шекспіра / Театр імені Євг. Вахтангова
- 2011 — «Чайка» А. Чехова / Театр «Сатирикон»
- 2012 — «Качине полювання» А. Вампілова / Національний театр ім. І. Вазова (Софія, Болгарія)
- 2012 — «Макбет. Кино.» за п'єсою «Макбет» В. Шекспіра / Театр ім. Лінради
- 2013 — «Добра людина з Сезуана» Б. Брехта / Театр імені Пушкіна
- 2013 — «LIEBE. Schiller» за п'єсою «Розбійники» Ф. Шіллера / Театр «ГІТІС» / Театр ім. Вл. Маяковського / Театр ім. Лінради
- 2013 — «Отелло» В. Шекспіра / Театр «Сатирикон»
- 2013 — «Усі ми прекрасні люди» за п'єсою «Місяць у селі» І. Тургенєва / Театр ім. Лінради
- 2014 — «Три сестри» А. Чехова / Театр ім. Лінради
- 2014 — «Кабаре. Брехт» / Театр ім. Ленради
- 2015 — «Біг» М. Булгаков / Театр імені Євг. Вахтангова
- 2015 — «Місто. Одруження. Гоголь» М. Гоголя / Театр ім. Лінради
- 2016 — «Сон про осінь» Ю. Фоссе / Театр ім. Лінради
- 2016 — «Мама» О. Волошина / Театр ім. Лінради (Акція)
- 2016 — «Барабани в ночі» Б. Брехта / Театр ім. Пушкіна
- 2016 — «Кімната Шекспіра» за п'єсою «Сон літньої ночі» В. Шекспіра / Театр ім. Лінради
- 2017 — «Дядя Ваня» А. Чехова / Театр ім. Лінради
- 2017 — «Гамлет» В. Шекспір / Театр ім. Лінради
- 2018 — «Cyrano» Едмона Ростана / Aalborg Teater (м. Ольборг, Данія)
- 2018 — «Людина з риби» за п'єсою Асі Волошиної / МХТ ім. А. П. Чехова
- 2019 — «Пер Гюнт» Г. Ібсена / Театр ім. Вахтангова
- 2020 — «Син» Ф. Зеллера / РАМТ
- 2021 — «Король Лір» В. Шекспіра / Театр ім. Вахтангова
- 2022 — «Р» за п'єсою «Ревізор» М. Гоголя / Театр «Сатирикон»
- 2023 — «Розенкранц і Гільденстерн мертві» Т. Стоппарда / Вільнюський старий театр
- 2024 — «Боротьба за престол» Г. Ібсена / Trøndelag Teater (м. Тронхейм, Норвегія)
- 2024 — «Гоголь. Портрет» за п'єсою Естер Бол / Ризький російський театр ім. Михайла Чехова

## Громадянська позиція
Не підтримував вторгнення Росії в Україну.